# Герб Алмейріна
Ге́рб Алмейрі́на — офіційний символ міста Алмейрін, Португалія. Використовується як територіальний герб. У золотому щиті чорний стовп, по центру якого золотий орел. У горішній частині стовпа — золота стріла з португальським щитком, в долішній частині — три хвилясті смуги (срібна, синя і срібна). У золотих частинах щита два червоні мисливські роги, над і під якими чотири пурпурні виноградні грона із зеленим листям. Щит увінчує срібна мурована міська корона з п'ятьма вежами.  Під щитом біла стрічка, на якій великими літерами напис португальською: «cidade de Almeirim» (місто Алмейрін).  Офіційно затверджений 8 липня 1991 року. Створений на основі попереднього містечкового герба, ухваленого 24 лютого 1936 року. 

## Галерея

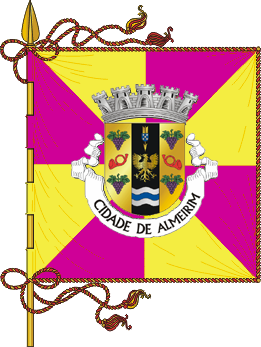
Прапор